# Tamias quadrivittatus
Tamias quadrivittatus е вид бозайник от семейство Катерицови (Sciuridae).